# Kerbal Space Program
Kerbal Space Program (с англ. — «Космическая программа Кербалов»; сокр. KSP) — компьютерная игра в жанре симулятор, разработанная и изданная компанией Squad. Игра относится к жанру подлинных космических симуляторов, продолжая реализм таких игр, как Apollo 18: Mission to the Moon и Microsoft Space Simulator.
События в игре происходят в вымышленной игровой вселенной, где человекоподобные инопланетяне «кербалы» начинают свою космическую программу, которая развивается под управлением игрока. Во время игры необходимо конструировать космические ракеты и самолёты, запускать их и выполнять исследовательские и научные задачи. Аналогами возможных в Kerbal Space Program космических программ являются программа «Аполлон», Международная космическая станция, Марсианская научная лаборатория. Игра имеет поддержку модификаций.
Первая публикация игры состоялась 24 июня 2011 года, и с того времени Kerbal Space Program постоянно обновляется и распространяется с помощью цифровой дистрибуции. Изначально игра предлагалась как бесплатное программное обеспечение, а в дальнейшем, в марте 2012 года, был осуществлён переход к модели раннего доступа. Официальный выпуск произошёл 27 апреля 2015 года. Игра доступна для платформ Windows, macOS и Linux. В 2016 году студией Flying Tiger Development Kerbal Space Program была портирована на консоли PlayStation 4 и Xbox One. Последней версией игры является 1.12.5, которая вышла 11 января 2023 года.
Игра получила высокие оценки игровой прессы, которая отметила уникальность игровой механики и физики, глубину творчества и возможностей для игрока. Обозреватели также обратили внимание на увлекательность игры, простоту графики и хороший звук. Наибольшей критике подверглось управление на консоли PlayStation 4. Kerbal Space Program удостоилась нескольких ведущих наград игровой индустрии.
Разработчики Kerbal Space Program сотрудничают с НАСА, Европейским Космическим Агентством и SpaceX, к игре проявляет интерес Илон Маск. Сотрудничество выражается в развитии образовательных программ и в просвещении в аэрокосмической, инженерной и научной областях. Kerbal Space Program изучается на возможность применения в образовательном процессе. Squad совместно с TeacherGaming и НАСА работают над проектом KerbalEdu, представляющим собой игру, адаптированную под задачи образования. KerbalEdu был внедрён в десятках школ и выпущен 19 декабря 2014 года.

## Сеттинг

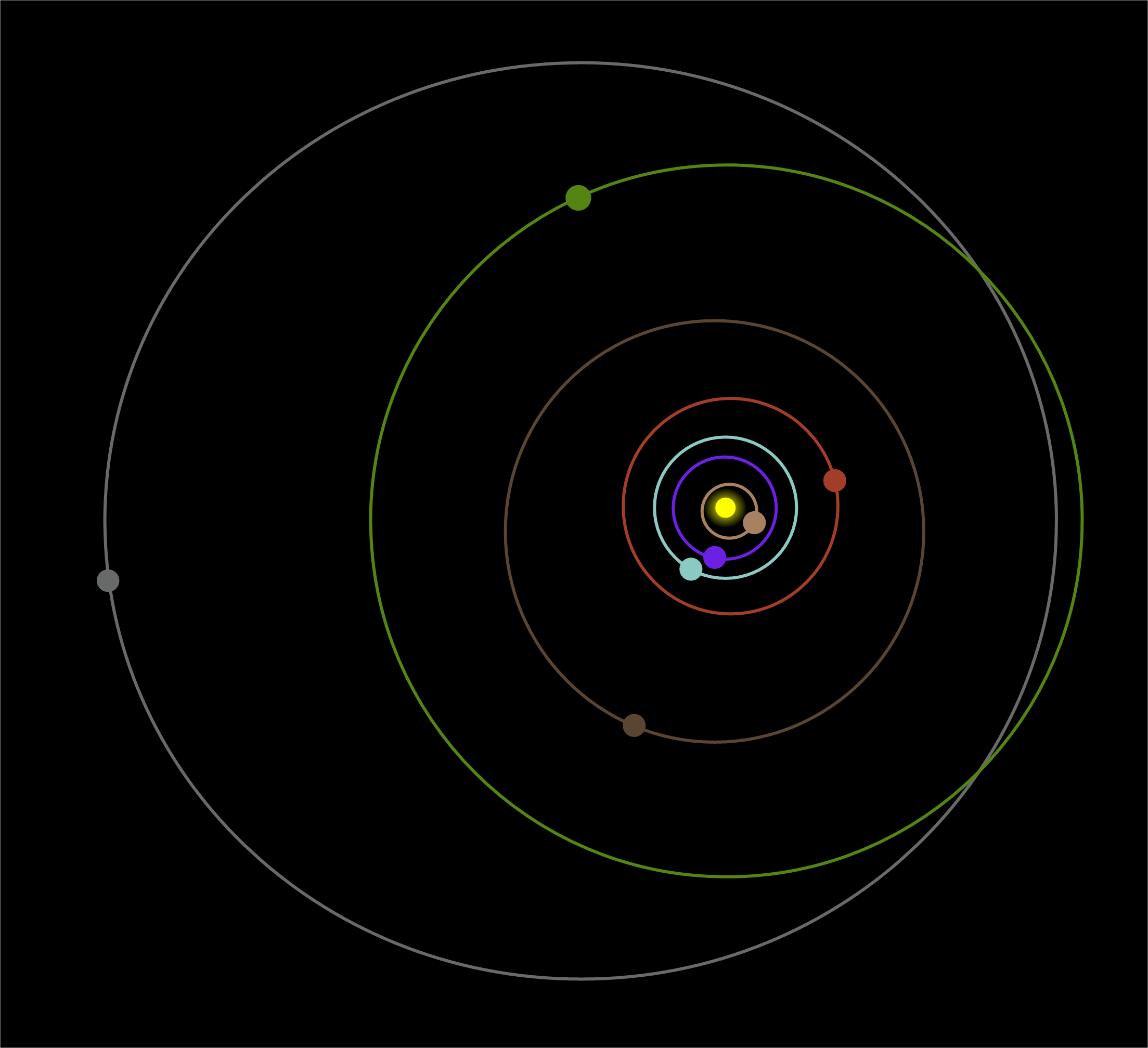
Планетная система звезды Кербол:
Мохо — ближайшая к звезде планета, аналог Меркурия;
Ева — вторая планета, аналог Венеры;
Кербин — третья планета, аналог Земли;
Дюна — четвёртая планета, аналог Марса;
Дрес — карликовая планета, аналог Цереры;
Джул — газовый гигант, аналог Юпитера;
Илу — карликовая планета, аналог Плутона.

События в игре происходят в вымышленной вселенной, которая представляет собой похожую на Солнечную планетную систему, в центре которой находится звезда Кербол (англ. Kerbol). Вокруг неё по орбитам двигается пять планет и две карликовые планеты. На третьей по счёту от звезды землеподобной планете Кербине (англ. Kerbin) живут кербалы (англ. Kerbals) — вымышленные существа. Кербалы — маленькие зелёные человечки, являющиеся по игровому концепту инопланетянами, у которых есть мечта — исследование космоса. Для её осуществления они начинают свою космическую программу, развитие которой происходит под контролем и управлением игрока.

## Игровой процесс
Во время игры в Kerbal Space Program игрок реализует космическую программу, для выполнения которой необходимо конструировать космические корабли и самолёты, и с их помощью выполнять исследовательские и научные задачи. К ним могут относиться вывод корабля на орбиту, мягкая посадка на другие небесные тела с проведением экспериментов, конструирование орбитальной станции, доставка астероида на родную планету и др. Аналогами возможных в игре космических программ называются программа «Аполлон», Международная космическая станция, Марсианская научная лаборатория.
Kerbal Space Program относится к жанру космический симулятор. При этом события происходят в открытом мире, а значительную часть игрового процесса составляет конструирование летательных аппаратов и управление ими согласно законам орбитальной механики и аэродинамики. В игре доступны несколько режимов, в зависимости от которых игра обладает разной линейностью: от песочницы до последовательного выполнения задач космической программы по изучению и освоению космоса с элементами экономики.

### Пилотирование и автоматика

Игровой процесс Kerbal Space Program: кербонавты на орбите Кербина выполняют научную программу. В открытом космосе на переднем плане мужской персонаж Боб Керман, рядом женский Валентина Керман. Пилотирует корабль Джеб Керман, находящийся в корабле (изображён в нижнем правом углу). Нависфера находится в нижней части экрана, на котором бирюзовая полусфера в направлении от Кербина, а жёлто-коричневая к Кербину. Корабль двигается по околокербиновской орбите, и его текущий вектор скорости — жёлтый маркер на нависфере. Центр нависферы всегда направлен согласно положению корабля в пространстве. Вверху показано состояние корабля — на высотомере ~106 км, ниже барометр с нулевым давлением, правее вариометр, показывающий скорость подъёма аппарата. Компоновка корабля слева (по номерам 0…3 от верхней до нижней точки корабля). По умолчанию подсистемы активизируются в обратном порядке (от 3 до 0). Части ракеты слева-направо: двигатель и топливный бак (запас топлива показан слева в компоновке 3), устройство отделения ступени, отсек с научным оборудованием, капсула с двумя малыми парашютами, аккумулятор и большой парашют. Во время возврата на Кербин, завершающимся «приземлением», происходит торможение в атмосфере, и ракета «разбирается» в таком порядке

Летательные аппараты управляются либо кербонавтами (космонавты планеты Кербин), либо являются беспилотными, когда на борт ставятся устройства связи и управление происходит дистанционно. Ракетой или самолётом игрок управляет непосредственно, включая и выключая двигатели, изменяя положение аппарата, активизируя бортовые системы, управляя вышедшим кербонавтом в космос и т. п. Основным навигационным прибором в игре является «Нависфера» (англ. Navball), аналог авиагоризонта с отображением вектора и антивектора скорости, вектора на цель, скорости и курса (скорость корабля отображается относительно поверхности, центра небесного тела или выбранной цели), высотомера, указателя вертикальной скорости с логарифмической шкалой. Также в кабине присутствует указатель радарной высоты.
Каждый кербонавт является отдельным игровым персонажем, который имеет одну из специализаций (пилот, учёный, инженер, турист) и характеристики. Участвуя в миссиях кербонавт получает опыт и совершенствует навыки. Так, пилоту становятся доступными новые манёвры, учёные получают больше очков науки за проведение научных экспериментов, а инженеры получают такие способности, как упаковка выпущенных ранее парашютов или ремонт деталей.

### Игровой цикл
Игровой цикл представляет собой три фазы: проектирование и сборка ракеты, вывод её в космическое пространство и дальнейшая навигация и маневрирование. На первой фазе игра является конструктором, во время второй требуется стабилизировать ракету, управлять направлением и работой ступеней и таким образом вывести её на орбиту. На третьей фазе необходимо понимание движения согласно законам орбитальной механики ньютоновской физики. С точки зрения всего цикла он может быть описан как «предвкушение работоспособности разработанной конструкции, которая будет проверяться в игровом мире, во время которого проявятся все недостатки инженерного решения».
Во время конструирования самолётов и космических кораблей в распоряжении игрока имеется множество различных частей и комплектующих, которые можно использовать для сборки. Каждая часть может выполнять определённые функции и, в зависимости от физических характеристик и местоположения в конструкции, влияет на полёт летательного аппарата.

### Режимы игры
В Kerbal Space Program предусмотрено три игровых режима: песочницы, научный и карьеры. Помимо перечисленных, игра предоставляет обучающий режим, когда игрок может на практике освоить ракетостроение, изучить элементы игры, отработать навыки пилотирования и навигации и др. А также режим миссий, в котором можно выполнить полёт по заранее сделанному сценарию, а если не хватает стандартных миссий от разработчиков, можно создать свою миссию в конструкторе миссий внутри игры или загрузить миссию, созданную другими игроками.
В режиме песочницы игроку предоставляется неограниченное количество ресурсов для постройки, доступны все возможные детали, все кербонавты имеют максимально возможный опыт и не требуют тренировки, а космический городок полностью отстроен. В этом режиме игроку предоставлена полная свобода, благодаря которой он может самостоятельно выбирать игровые цели, тестировать различные дизайны и проигрывать произвольные сценарии.
В научном режиме появляется дерево технологий и одна из «игровых валют» — очки науки. Здесь в начале игры доступно только небольшое количество деталей, и из них можно строить простые ракеты. Во время развития космической программы игрок проводит научные эксперименты, за что ему даются очки науки, которые можно использовать для открытия новых технологий, предоставляющих доступ к новым комплектующим.
В режиме карьеры добавляются экономические элементы, когда в распоряжении игрока имеется ограниченное количество денежных средств, на которые можно строить летательные аппараты. В то же время космический городок Кербина в начале игры не отстроен, и его возможности ограничены (стартовая площадка не позволяет запускать ракеты больше определённой массы, доступны только базовые средства навигации, ограничен штат кербонавтов и т. п.) — для развития требуется тратить средства на улучшение зданий. Для зарабатывания денег игроку предлагаются контракты, которые представляют собой требование к выполнению определённых условий (вывод спутника на определённую орбиту, спасение кербонавта, постройка станции на другом небесном теле и т. д.). В случае принятия контракта игроку необходимо выполнить его условия. Помимо этого, в режиме карьеры имеется понятие репутации, которая растёт по мере выполнения контрактов и может быть потеряна в случае неуспешных миссий. Репутация открывает новые типы контрактов (например, после преодоления определённого уровня репутации появляются контракты на исследование другой планеты), а также она может быть сконвертирована в науку или денежные средства посредством различных игровых механик.

## Создание игры

### Зарождение идеи
Идея о создании игры про маленьких зелёных человечков (кербалов), запускающих себя в космос, принадлежит Фелипе Фаланге (англ. Felipe Falanghe). Над идеей Фелипе ещё в родной ему Бразилии долго думал до того, как началась работа над игрой. Всё началось с того, что Фелипе, будучи подростком (9—11 лет), играл со своим братом и друзьями в «безрассудные» игры, создавая ракеты из петард, пиротехники и других подручных средств. При этом они совершенствовали свои навыки и со временем начали конструировать двухступенчатые ракеты. Более того, через некоторое время они начали делать маленьких человечков из фольги и помещать их в создаваемые аппараты — так зародились кербалы. Первые человечки в этих играх носили имена Джеб Керман, Билл Керман и Боб Керман. Соответственно, инопланетяне впоследствии получили собирательное название «кербалы». Кроме указанных трёх кербалов, в состав первоначальных доступных кербонавтов входит первая женщина-кербал Валентина Керман — она появилась в игре позже и была названа в честь первой женщины-космонавта Валентины Терешковой.
В колледже Фелипе изучал игровой дизайн, и тогда идея кербалов перешла во что-то, что можно было назвать компьютерной игрой, и постепенно в это время она окрепла, и таким образом был создан твёрдый игровой концепт.

### Старт проекта
Мексиканская компания Squad не являлась студией по разработке компьютерных игр. Основанная в 2009 году, компания занималась созданием цифровых и интерактивных сервисов для ряда брендов, разработкой веб-сайтов, партизанским маркетингом и другими формами рекламы. В этой ситуации Squad понадобился 3D-моделлер для того, чтобы облегчить проектирование мультимедийных рекламных стендов. На собеседование был приглашён в том числе Фелипе Фаланге, который его с блеском прошёл. В процессе работы Фелипе приходилось не только создавать интерактивные трёхмерные проекты, но и работать на выезде по их установке, что Фелипе не нравилось.
История создания игры началась с того, что через 6 месяцев после начала работы в Squad Фелипе Фаланге не мог больше терпеть заниматься этим. И в октябре 2010 года он позвонил в офис, ему ответил CEO Адриан Гойя (англ. Adrian Goya), и состоялся следующий диалог:
— Я всего лишь хочу, чтобы вы знали, — сообщил Фаланге, — что я не собираюсь сегодня приходить. Я увольняюсь. Для меня это слишком. Спасибо вам. Но нет, спасибо.
— Ты не можешь уйти, — запаниковал Гойя, — Возьми выходной, сходи в парк, прогуляйся. И потом мы поговорим. И тогда можешь начать работать над своей видеоигрой.
Оригинальный текст (англ.)„I just wanted to let you know“, Falanghe told him, „that I’m not going to come in. I quit. It’s too much. Thank you. But no thank you“.

Goya panicked. „You can’t quit“, he said. „Take the day off. Go to the park. Walk. And then we will talk. And then you can make your video game“.
В 2010 году Squad была маленькой компанией, и уход одного из разработчиков мог подвергнуть риску текущие проекты, и так как рынок в Мехико был небольшой, то это могло стать началом конца всей компании. В этой ситуации руководство договорилось с Фаланге, что он закончит текущие проекты к декабрю того же года, и в дальнейшем ему будет дано 6 месяцев для того, чтобы сделать прототип игры. Полевые работы были закончены в январе — датой начала разработки игры считается 17 января 2011 года.
В своих интервью Фелипе отмечал, что реализация Kerbal Space Program была бы невозможной, если бы руководители Squad не верили в игровой концепт, которые, в свою очередь, с этим соглашались.

### Разработка
Модель развития представляла собой сначала бесплатное распространение игры, и при этом компания принимала пожертвования на развитие проекта. По мере роста команды и добавления контента в Kerbal Space Program был осуществлён переход к модели продажи раннего доступа, и последняя бесплатная версия стала демонстрационной. Развитие велось в ключе независимой разработки, которая не требовала одобрения комиссиями или ориентации на некоторую фокус-группу. Целью являлось создание хорошей инновационной игры. Описывая мотивацию, разработчики сообщили, что их задачей является создание такой игры, в которую им бы хотелось играть, и далее игра должна понравиться таким же людям, как и сами разработчики. По мере развития Kerbal Space Program и добавления нового контента стоимость покупки цифровой копии игры всё время повышалась.
С точки зрения модели распространения разработчики положительно оценили роль цифровой дистрибуции и таких проектов, как Humble Bundle. Это было ими обосновано возможностью довести игру до более широкой аудитории и, как инди-разработчикам, дать возможность работать над проектом маленькой командой с небольшим бюджетом. В данных обстоятельствах представители Squad посчитали DRM бесполезным способом увеличения продаж, а более стоящей стратегией было названо направление усилий на создание более качественной игры.
Создание интерфейса для поддержки модификаций Фаланге называет самым лучшим решением во время разработки Kerbal Space Program, так как это позволяет вовлечь сообщество в развитие игры, а игрокам не чувствовать себя только конечными пользователями готового продукта. Как следствие, это даёт возможность поддерживать намного больший интерес пользователей, а также улучшать и обогащать игру. Помимо этого, решение было сопряжено с тем, что игровая механика Kerbal Space Program является сложной, так как игрок принимает роль инженера по созданию аэрокосмической техники, и дополнительно ему нужно осваивать полёты в космосе. Поэтому во время разработки важным считалась обратная связь с игроками для понимания возникающих проблем и исправлений для более плавной кривой обучаемости. Так, в данном контексте дерево технологий проектировалось не исходя из конечной последовательности шагов космической программы, а в расчёте на то, чтобы игрок постепенно узнавал и осваивал новые элементы игры и после открытия всех технологий мог полноценно пользоваться всеми деталями и осуществлять разнообразные экспедиции на своё усмотрение. Кроме того, проводилась работа в том направлении, чтобы игрок после получения негативного опыта (например, неудачного запуска) мог быстро понять, какая была допущена ошибка и в последующем её избежать. В то же время на основании механики конструктора было концептуально определено, что, например, взрыв или повреждение модулей ракеты не всегда приводит к краху миссии, и игрок имеет возможность успешного продолжения в случае возникновения аварийных ситуаций.
Выбор художественного стиля был важным решением, так как он определял атмосферу игры. Идея заключалась в создании беспечного игрового опыта с подтекстом космического заумничества. Задачей было создание чего-то одновременно приветливого и тёплого, но при этом приземлённого реализмом. Персонажи в игре являются хорошим отражением этого — это выпучеглазые большие зелёные инопланетяне, одетые в американские ACES-скафандры космической программы «Шаттл».
Одним из хороших решений разработчики называют выбор игрового движка, так как он позволил им решать задачи оптимизации. Это связано с тем, что одной из самых больших проблем было улучшение быстродействия таким образом, чтобы Kerbal Space Program работала на средних и слабых конфигурациях компьютеров, и при этом не было таких игровых механик, которые бы могли затормозить игру. Соответственно, данные проблемы эффективно решались с помощью выбранного игрового движка. Одновременно с этим данное решение позволило быстро портировать игру на Mac OS и облегчи́ть выпуск версии для Linux.
При разработке Kerbal Space Program длительное время принималось большое количество промежуточных решений, и, по словам Фаланге, окончательная форма игры оформилась только в марте 2013 года. В значительной степени это было обусловлено тем, что разработка представляла итерационный процесс с взаимодействием с пользователями. Когда, например, при добавлении в игру реактивной системы управления (RCS) было необходимо получить обратную связь от игроков и понять, как и при каких обстоятельствах они её используют, в дальнейшем принимались решения о целесообразности применения, настройки параметров для более надёжной работы, доработки спецэффектов и др. Другим примером является оценка орбитальных скоростей и разрабатываемый на их основе набор инструментов для игрока.
Версия игры 1.0.0 вышла 27 апреля 2015 года.

### После выпуска
4 апреля 2016 года четверо бывших разработчиков Kerbal Space Program, у которых истёк срок NDA, опубликовали сообщение о том, что в Squad часто имеют место авралы, регулярно происходят увольнения, зарплаты разработчиков низкие и составляют 200 долларов в месяц. На это сообщение обратили внимание пресса и сообщества, и немногим позже основатели Squad опубликовали сообщение о том, что комментарии их бывших коллег не соответствуют реальному положению дел, а в команде, работающей над Kerbal Space Program, уважают и поощряют всех её членов. Журналисты Destructoid попробовали разобраться в ситуации и прокомментировали, что они нашли одного бывшего разработчика, который сообщил, что он работал 10—11 месяцев стажёром и получил за это 2700 долларов. Представители Destructoid отметили, что Squad базируется в Мехико, где минимальная зарплата составляет 100 долларов в месяц, и, по их мнению, возможно, что 200 является приемлемой суммой в Мехико.
31 мая 2016 года, после пяти с половиной лет работы над игрой, создатель игры и руководитель проекта Фелипе Фаланге сообщил о том, что он прекращает работу над Kerbal Space Program. Свою мотивацию он объяснил так, что ему нужно поработать над чем-то новым и в своей жизни сделать нечто большее, чем «одну игру». Также он отметил, что прошло время, когда единичные решения могли изменить «дух игры», и сейчас Kerbal Space Program завершена на концептуальном уровне. Кроме того, Фелипе сообщил, что, скорее всего, развитие игры не прекратится, идей хватит на многие годы, а его уход на работу проекта не повлияет. Для версии 1.2.2 ведущим разработчиком игры стал Майк Гиилан (англ. Mike Geelan) — он присоединился по собственной инициативе к разработке Kerbal Space Program в декабре 2011 года в качестве программиста, и одними из первых его задач были рендеринг планетной системы и расширение инструментов модификаций.
5 октября 2016 года было объявлено о дате выхода версии 1.2 — 11 октября. В то же время о своём решении покинуть команду объявило 8 разработчиков. В мае 2017 года компания Valve сообщила, что она несколько месяцев назад наняла команду, работавшую ранее над Kerbal Space Program. По указанному периоду это совпадает с временны́м отрезком конца 2016 года.
31 мая 2017 года Kerbal Space Program была приобретена Take-Two Interactive. В декабре 2017 года компания объявила о создании компании Private Division, под маркой которой в дальнейшем начала издаваться Kerbal Space Program.
19 августа 2019 года на игровой выставке gamescom была анонсирована вторая часть игры — Kerbal Space Program 2.

## Музыка
Вступительная музыка Kerbal Space Program написана Фелипе Фаланге для пианино, и впоследствии для игры она была адаптирована Виктором Мачадо (англ. Victor Machado).
Бо́льшая часть музыки, звучащей в игре, написана американским композитором Кевином Маклаудом и опубликована на его сайте под лицензией CC BY 3.0 в альбоме Music from Kerbal Space Program. Всего в игре присутствуют 10 композиций Кевина Маклауда, которые в большинстве своём играют во время конструирования ракет и самолётов в ангарах и во время полёта в безвоздушном пространстве.
| №                   | Название                       | Инструменты                                                     | Длительность |
| ------------------- | ------------------------------ | --------------------------------------------------------------- | ------------ |
| 1.                  | «Arcadia» (саундтрек)          | Хор, флейта, челеста, глок                                      | 1:38         |
| 2.                  | «Brittle Rille» (современная)  | Бас, музыкальная шкатулка, виолончель                           | 3:49         |
| 3.                  | «Dreamy Flashback» (саундтрек) | Арфа, колокол, струны пиццикато                                 | 2:07         |
| 4.                  | «Frost Waltz» (саундтрек)      | Челеста, колокольчики, бас, виолончель, альт, скрипка, валторна | 2:15         |
| 5.                  | «Frozen Star» (саундтрек)      | Арфа, хор, геликон, флейта                                      | 3:41         |
| 6.                  | «Groove Grove» (джаз)          | Ударные, электрическое фортепиано, синтезатор                   | 3:26         |
| 7.                  | «Impact Lento» (саундтрек)     | Синтезатор, хор                                                 | 3:31         |
| 8.                  | «Wizardtorium» (саундтрек)     | Оркестр                                                         | 3:40         |
| 9.                  | «Sneaky Adventure» (саундтрек) | Струны пиццикато, клаве, фагот, бас                             | 1:13         |
| Общая длительность: | Общая длительность:            | Общая длительность:                                             | 25:20        |

## Выпуск
| Системные требования | Системные требования           | Системные требования              |
| -------------------- | ------------------------------ | --------------------------------- |
|                      | Минимальные                    | Рекомендуемые                     |
| Wintel               |                                |                                   |
| ОС                   | Windows Vista или Windows 7    | Windows 8 или Windows 10 (64-bit) |
| ЦПУ                  | Intel Core 2 Duo               | Intel Core i5                     |
| Объём ОЗУ            | 3 ГБ                           | 4 ГБ                              |
| Место на диске       | 4 ГБ                           | 6 ГБ                              |
| Видеокарта           | Shader Model 3, 512 МБ         | Shader Model 4, 1 ГБ              |
| Устройства ввода     | компьютерная клавиатура и мышь | компьютерная клавиатура и мышь    |
| Apple Mac            |                                |                                   |
| ОС                   | Mountain Lion (10.8)           | El Capitan (10.13)                |
| ЦПУ                  | Intel                          | Intel Core i5                     |
| Объём ОЗУ            | 3 ГБ                           | 4 ГБ                              |
| Место на диске       | 4 ГБ                           | 6 ГБ                              |
| Видеокарта           | Shader Model 3, 512 МБ         | Shader Model 4, 1 ГБ              |
| Устройства ввода     | компьютерная клавиатура и мышь | компьютерная клавиатура и мышь    |
| Linux                |                                |                                   |
| ОС                   | Linux                          | Ubuntu 14.04                      |
| ЦПУ                  | Intel Core 2 Duo               | Intel Core i5                     |
| Объём ОЗУ            | 3 ГБ                           | 4 ГБ                              |
| Место на диске       | 4 ГБ                           | 6 ГБ                              |
| Видеокарта           | Shader Model 3, 512 МБ         | Shader Model 4, 1 ГБ              |
| Устройства ввода     | компьютерная клавиатура и мышь | компьютерная клавиатура и мышь    |

В июле 2011 года Фаланге разместил основные базовые части игры на нескольких интернет-форумах. По словам Гойя, это был мгновенный хит — за день они зарегистрировали более 30 тысяч просмотров страницы на их веб-сайте. Это было неожиданностью для разработчиков, так как ракеты и космические корабли являются очень малой нишей, и в то время не было мыслей о том, чтобы заработать какие-то деньги на Kerbal Space Program. В то же время, по мнению руководства, люди тянулись к проекту потому, что он не выглядел так, что с помощью него компания собирается заработать, и уже в это время начало поступать множество предложений от фанатов о том, чтобы внести свой вклад в развитие проекта. Squad продолжала работать как маркетинговая компания, и только в 2014 году, по мере роста популярности Kerbal Space Program, руководители Squad начали принимать тот факт, что работа над игрой позволит достичь большого успеха.
Первая публикация игры состоялась 24 июня 2011 года, и с того времени Kerbal Space Program постоянно обновляется и распространяется с помощью цифровой дистрибуции. В марте 2012 года был осуществлён переход к модели раннего доступа, а официальный выпуск произошёл 27 апреля 2015 года. Последней версией игры является 1.12.3, выпущенная 13 декабря 2021 года.
Игра доступна для платформ Windows, macOS и Linux. В 2016 году студией Flying Tiger Development Kerbal Space Program была портирована на консоли PlayStation 4 и Xbox One. Объявлено о портировании на Wii U, выход был назначен на зиму 2016/2017 годов, но в данные сроки не состоялся. По утверждению разработчиков, управление в игре было полностью переработано для консолей.
К 16 января 2018 года Kerbal Space Program была переработана и обновлена для консолей и состоялся выпуск «расширенного издания» (англ. Enhanced Edition) для PlayStation 4 и Xbox One. Вышедшая версия стала первой, которая была издана во всем мире для PlayStation 4. В игре был переботан интерфейс пользователя, который ранее вызывал нарекания для консолей. Дополнительно проведены работы над совершенствованием игрового процесса, и изданная игра стала соответствовать версии 1.2.2 для персональных компьютеров.
После выпуска Kerbal Space Program в раннем доступе 20 марта 2013 года игра заняла третье место в чартах Steam по объёму продаж. Выпуск игры на Linux также стал бестселлером.
На выставке Electronic Entertainment Expo в 2013 году игра была представлена совместно с НАСА и SpaceX. При этом целью первых было информирование общественности, а вторые занимались поиском талантов среди разработчиков программного обеспечения, так как, по словам представителей SpaceX, половина их инженеров-программистов пришло из игровой индустрии.

## Реализм и физическая модель

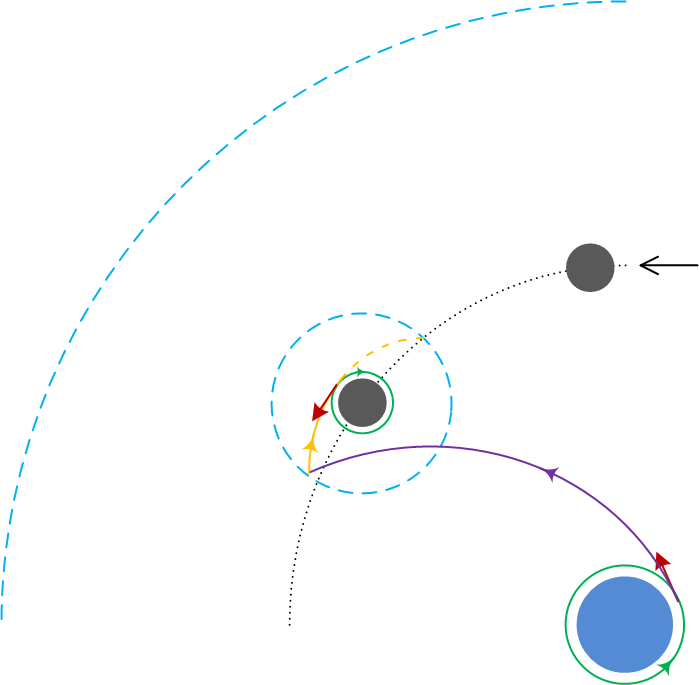
Описание модели на примере манёвра вывода аппарата к Муне, масштабы не соблюдены:
Кербин;
Муна — спутник Кербина, аналог Луны; верхнее-правое положение в момент первого включения двигателей, левое-нижнее в момент входа аппарата в сферу влияния Муны;
(пунктиром) Границы сфер влияния Кербола, Кербина и Муны;
Места включения двигателей и вектора их тяги; ускорение в примере приобретается мгновенно;
1-й и 4-й этапы полёта, траектория близка к круговой, околокербиновская и околомунная орбиты;
2-й этап полёта; движение в сфере влияния Кербина, траектория является эллипсом, один из центров эллипса центр масс Кербина; участок заканчивается тогда, когда аппарат переходит в сферу влияния Муны;
3-й этап полёта; движение в сфере влияния Муны; траектория является гиперболой; пунктиром обозначен участок, если не было бы второго включения двигателей (случаи пролётной миссии или гравитационного манёвра).

В игровой индустрии идея путешествий и изучения космоса является популярной темой. Однако подлинные космические симуляторы, которые предлагают более точный и более сложный в освоении опыт, встречаются редко. Первой игрой данного типа является Apollo 18: Mission to the Moon, выпущенная в 1987 году на платформе Commodore 64. В последующем в 1994 году был выпущен Microsoft Space Simulator. У этих игр не было продолжений, а сами они разрабатывались небольшими группами разработчиков для поклонников реалистичной симуляции космоса. Только Kerbal Space Program, опубликованная в 2011 году, стала продолжением данного жанра.
Kerbal Space Program не обеспечивает идеальное моделирование реальности, но игровая реализация высоко ценится за возможность применения множества компонентов в сочетании с моделями аэродинамики, гравитационных сил и динамики твёрдого тела. В игре каждый объект следует законам ньютоновской динамики, аэродинамические силы и ракетная тяга применяются точно согласно местонахождению и направлению аппарата в пространстве. Kerbal Space Program не учитывает гравитацию нескольких небесных тел, а вместо этого принимает в расчёт притяжение тела с бо́льшим гравитационным влиянием, и по мере перемещения в пространстве «переключается» на другое тело в случае приближения к нему на некоторое расстояние. Это не позволяет моделировать лагранжевы точки и другие ситуации, связанные с гравитационным притяжением нескольких объектов. Разработчики пошли на этот компромисс для повышения стабильности и скорости моделирования. Вместе с тем после проектирования ракеты события в игре происходят на космических скоростях, небесные тела и космические корабли двигаются по эллипсам, моделируется сопротивление воздуха, по мере расхода топлива изменяется масса корабля, игрокам приходится осваивать, как поднимать и опускать апоцентр и перицентр, учитывать изменение массы корабля вследствие расхода топлива, а в возможные в игре манёвры входят гомановская траектория, гравитационный манёвр, атмосферного торможения и другие. Игровое понимание астродинамики и баллистики продюсер визуализации НАСА Дуглас Эллисон (англ. Douglas Ellison) описывает следующим образом:
— Я понимал, что KSP это что-то особенное тогда, когда я смотрел как ребёнок — наверно, ему было меньше 8 лет — играл в KSP и использовал такие слова как апогей, перигей, прогрейд, ретрогрейд, дельта-v; это лексикон орбитальной механики. Неспециалисту орбитальной механики является нелогичным [космический] мир энергии, тяги, скорости, высоты, а этот ребенок — просто играя в KSP — освоил все эти понятия.
Оригинальный текст (англ.)„I knew KSP was something special when I watched a young kid — probably less than 8 years old — playing KSP and using words like apogee, perigee, prograde, retrograde, delta-v; the lexicon of orbital mechanics. To the layperson orbital mechanics is a counter-intuitive world of energy, thrust, velocity, altitude that this kid — just by playing Kerbal — had managed to get his head around“.

Одна из ключевых особенностей физической модели Kerbal Space Program была создана и внедрена во время решения проблемы, которую разработчики называли в своём кругу «космический Кракен» (англ. The Space Kraken). Во время запуска и моделирования полётов первых космических кораблей Squad столкнулись с тем, что конструкции рассыпались из-за вибрации составных элементов, как будто их в пустоте атаковал невидимый монстр. Постепенно выяснилось, что это происходило из-за погрешности операций с плавающей запятой, которая проявляется во время длительного полёта и математически решаема для компьютеров дополнительным расходом памяти. Однако полёт в космосе может происходить на расстояния в миллионы километров, и подобный способ не подходил для Kerbal Space Program. Необычное решение проблемы Фаланге со своей командой нашёл в середине 2012 года, которое заключалось в том, что каждый корабль двигался в гравитационном поле только одного небесного тела. Так, стартуя с планеты, ракета двигается в гравитационном поле этой планеты; после отдаления на некоторое расстояние корабль начинает двигаться в гравитационном поле звезды, а при подлёте к другой планете в гравитационном поле этой планеты. Такая модель приводила все элементы цельной конструкции к общему вектору скорости и устраняла вибрации. Именно таким образом «космический Кракен» был побеждён, а физика игровой вселенной приобрела соответствующие черты.
В Kerbal Space Program небесные тела намного меньше и плотнее своих аналогов из Солнечной системы, что было сделано для уменьшения порога вхождения игроков, так как игра позиционируется не только как головоломка для аэрокосмических фанатов, но и как способ популяризации научной и инженерной деятельности у широких масс. Проектирование звёздной системы Кербол проводилось не столько исходя из параметров Солнечной системы, сколько для того, чтобы предоставить игровой вызов при выполнении межпланетных экспедиций и игровое разнообразие. При этом, по комментариям разработчиков, несмотря на то, что масштаб в игре в 10 раз меньший, чем в Солнечной системе, одним из вызовов для реализации стала сложность создания непрерывной игровой вселенной такого размера. Здесь проблемой было не только большое количество одновременно существующих и взаимодействующих объектов игрового мира и их проектирование, но и то, что игроки проводили в экспедиции длительное время, и игра должна поддерживать подобную возможность.
Моделирование физики осуществляется на основе связующего программного движка PhysX, используемого в качестве части Unity 3D. Unity накладывает на игру свои ограничения, такие как однопоточность обработки, отображение элементов ландшафта под одним углом или ограничение максимального углового момента. В данных условиях разработчики создавали дополнительные подсистемы для расширения функциональности. По мере выпуска новых версий игры работа с данным движком постоянно совершенствовалась, например, использовались возможности многопоточности и 64-разрядных платформ. По мере развития игры происходили коренные изменения в её моделях. Например, к выпуску версии 1.0.0 по сравнению с предшествующей были переработаны модели полёта, аэродинамики, моделирования нагрева, что сделало вселенную игры ближе к реальному миру.

## Развитие игры
Первая анонсированная версия Kerbal Space Program представляла собой конструктор ракет и космический симулятор для их запуска. При этом основной задачей была постройка ракеты, вывод её на околоземную орбиту и возвращение на Кербин, так как других небесных тел в игре не присутствовало. Вместе с тем в Kerbal Space Program отсутствовали какие-либо предлагаемые игрой цели, и, таким образом, она рассматривалась как песочница. Помимо этого, разработчики позиционировали в игре полноправное моделирование физики полёта. Изначальный конструктор позволял собирать многоступенчатые ракеты, а у игрока не было каких-либо ограничений в сборке (по количеству частей, размеру, стоимости ракеты и т. д.).
По мере развития проекта отмечалось появление и быстрый рост сообщества пользователей Kerbal Space Program, а также добавление возможности модификаций и активность сообщества в создании нового игрового контента. По признанию разработчиков, множество идей и разрабатываемых механик было получено со стороны сообщества. Через несколько месяцев после появления модификаций появились официальные обучающие видео, позволяющие новичкам быстрее освоить игру. Ряд разработчиков было включено в команду со стороны по результатам их активности. Например, Энтони Китон (англ. Anthony Keeton) был приглашён в команду после года активного участия в создании модификаций. Разработчики с самого начала озвучивали планы игрового развития, в которые входили посадки на Луну, построение баз на других планетах, вербовка новых кербонавтов и их тренировка, постройка зданий космического городка, введение игровых миссий, добавление новых компонентов для постройки ракет и т. д.
Изначально разработчики даже не планировали включать в игру орбитальную механику, но с течением времени в Kerbal Space Program эти элементы добавлялись по мере развития игры. Так, после появления Муны как небесного тела, в игру были добавлены шасси для посадки космических аппаратов. Помимо этого, была добавлена функциональность, позволяющая моделировать, отображать в реальном времени и планировать орбитальные манёвры. Одним из основных направлений, на которое уделялось большое внимание, являлись выбор и совершенствование используемых частей летательных аппаратов на основе игрового опыта. Рассматривалось большое количество частей и вариантов их применения, на основании которых строился набор элементов, доступных в игре без модификаций. И далее, только после проведения этой работы команда приступала к реализации концепта режимов науки и карьеры, когда проектировалось дерево технологий, стоимость деталей и другие параметры.
В интервью разработчики позиционировали ряд особенностей развития игры. Так, игровая механика алхимии, когда можно, смешивая разные ресурсы, получать другие с новыми качествами, признана сложной и неперспективной. Было сообщено, что в игре не будет достижений и конкурирующих с игроком других космических агентств, так как они противоречат жанру песочница, характерному для Kerbal Space Program. Появление других инопланетян не рассматривается, так как развитие Kerbal Space Program направлено на другие игровые механики. По словам разработчиков, для появления физики взаимодействия многих тел им необходимо тогда переписать весь игровой движок, поэтому моделирование точек Лагранжа и других вариантов поведения при гравитационном взаимодействии многих тел не планируется. Одним из желаний разработчиков является отсутствие модулей, которые бы делали работу за игрока, и поэтому появление инструментов автоматики ограничено. В Kerbal Space Program характерно наличие и эволюция нескольких моделей: аэродинамической, динамики твёрдого тела, тепловой и других. Также не исключено появление новых моделей. Например, в версии 1.0.0 была заменена аэродинамическая модель на более реалистичную, была переработана модель нагрева, добавлена геология и добыча ископаемых. Со временем в игру были добавлены модели космической связи, перегрузки кербонавтов и другие. Разработчики не исключают добавления моделей плавучести, погоды и других. Их добавление и совершенствование связывается как с техническими сложностями, так и с вычислительными ограничениями компьютеров.

### Модификации

Игра с модификациями, добавляющими космические корабли «Спейс шаттл» и «Орион»

С марта 2012 года игра поддерживает возможности модифицирования. Разработчики модификаций добавляют в игру новые детали ракет, планеты, улучшают интерфейс, меняют текстуры, добавляют визуальные эффекты и т. д. При этом с помощью модификаций самостоятельные игровые механики встраиваются «почти без швов». Вместе с тем ряд особенностей игры были изначально созданы в виде сторонних дополнений, например, добыча полезных ископаемых и разрушительный нагрев тел при входе в атмосферу.
Примером популярной модификации является MechJeb — автоматический навигатор, позволяющий точно выполнять множество манёвров (выход на круговую орбиту, прокладка курса на другую планету и другие). Данная модификация разделила сообщество игроков на два лагеря: одни хвалят её за исправление недостатков интерфейса, а другие заявляют, что летать с помощью настолько умной автоматики неспортивно.
Для консолей модификации не поддерживаются.

### Дополнения
17 марта 2017 года Squad анонсировала выпуск первого дополнения к игре — Making History. Мотивацию дополнений компания объяснила как «обогатить опыт» в приложение к тому, который включает в себя оригинальная игра и модификации. Дополнение включает в себя два компонента: Mission Builder и History Pack. Первый из них предоставляет игрокам возможность создавать посредством интерфейса drag-and-drop свои миссии, а также делиться ими с другими. Второй компонент предоставляет набор готовых исторических миссий, которые позволяют воссоздать космические экспедиции и ракетные пуски, имевшие место в реальной истории. В то же время, дополнение добавляет конструкционные детали (капсулы, топливные баки, обтекатели, …), которые использовались в советской и американской космических программах. Помимо этого, кербонавтам добавлены личные парашюты, а также введена система очков, посредством которых игроки могут сравнивать успешность выполнения тех или иных миссий. Дополнение вышло 13 марта 2018 года.
30 мая 2019 года для персональных компьютеров вышло второе дополнение — Breaking Ground. По описанию разработчиков, оно сфокусировано не на космических полётах и достижении небесных тел, а на расширении инструментария и разнообразия научной деятельности. Стало возможным сканировать поверхность на предмет наличия интересных образований на поверхности тел, а например обнаруженные камни игрок может попытаться доставить для изучения на Кербин. Новые предоставленные роботизированные элементы включают в себя такие компоненты, как программируемые контроллеры или системы синхронизации, позволяющие игрокам создавать системы с более сложным движением и поведением.

## Оценки и мнения
| Сводный рейтинг                | Сводный рейтинг               | Сводный рейтинг               | Сводный рейтинг               |
| Издание                        | Оценка                        | Оценка                        | Оценка                        |
| Издание                        | PC                            | PS4                           | Xbox One                      |
| ------------------------------ | ----------------------------- | ----------------------------- | ----------------------------- |
| GameRankings                   | 89,44 %                       | 67,50 %                       | 72,78 %                       |
| Metacritic                     | 88 %                          | 77 %                          | 74 %                          |
| Иноязычные издания             |                               |                               |                               |
| Издание                        | Оценка                        | Оценка                        | Оценка                        |
| Издание                        | PC                            | PS4                           | Xbox One                      |
| Destructoid                    | 8,5/10                        | N/A                           | N/A                           |
| Game Informer                  | 8,5/10                        | N/A                           | N/A                           |
| GameSpot                       | 9/10                          | 9/10                          | 9/10                          |
| GameStar                       | 87 %                          | N/A                           | N/A                           |
| IGN                            | 9/10                          | 9/10                          | N/A                           |
| PC Gamer (US)                  | 96 %                          | N/A                           | N/A                           |
| PC World                       | [ 101 ]                       | N/A                           | N/A                           |
| PCGamesN                       | 10/10                         | N/A                           | N/A                           |
| Metro                          | 8/10                          | N/A                           | 8/10                          |
| ZTGD                           | N/A                           | N/A                           | 5/10                          |
| CGMagazine                     | N/A                           | 5/10                          | N/A                           |
| Русскоязычные издания          |                               |                               |                               |
| Издание                        | Оценка                        | Оценка                        | Оценка                        |
| Издание                        | PC                            | PS4                           | Xbox One                      |
| «Игромания»                    | 9/10                          | N/A                           | N/A                           |
| «НИМ»                          | 8,0/10                        | N/A                           | N/A                           |
| Stratege.ru                    | N/A                           | 80 %                          | 80 %                          |
| Награды                        |                               |                               |                               |
| Издание                        | Награда                       | Награда                       | Награда                       |
| Game Developers Conference     | Приз зрительских симпатий     | Приз зрительских симпатий     | Приз зрительских симпатий     |
| 2015 Unity Awards              | Выбор сообщества (победитель) | Выбор сообщества (победитель) | Выбор сообщества (победитель) |
| 2015 Unity Awards              | Лучшая игровая механика       | Лучшая игровая механика       | Лучшая игровая механика       |
| 2015 Golden Joystick Awards    | Лучшая инди-игра              | Лучшая инди-игра              | Лучшая инди-игра              |
| 2015 PC Gamer                  | Лучшая симуляция года         | Лучшая симуляция года         | Лучшая симуляция года         |
| 2014 Space Frontier Foundation | «Видение будущего»            | «Видение будущего»            | «Видение будущего»            |

### Демонстрационная версия и ранний доступ
После анонса, произошедшего в апреле 2011 года, игра была замечена критиками. В 2011—2012 годах выходили обзоры IGN, GameSpy, Rock, Paper, Shotgun, Destructoid, Kotaku. Тогда Kerbal Space Program воспринималась как несложная игра-конструктор по постройке и запуску ракет в космос. Идея игры была названа оригинальной и простой, а игровой процесс неожиданно глубоким. Относительно глубины игрового процесса отмечались возможность конструирования разнообразных ракет и необходимость обеспечения не только достаточной мощности, но и её стабилизации во время полёта. Журналисты обратили внимание на простую и хорошую графику, детализацию ракет, минимализм ландшафта, хороший звук. Интерес к игре сохранялся с течением времени, и при этом отмечались реалистичность астрофизики, забавность и увлекательность Kerbal Space Program, а также доступность модификации и наличие обучающих видео. Игра позиционировалась как одна из самых многообещающих, для которой разработчики обеспечили хорошую базу. Отмечалось, что Kerbal Space Program позволяет осуществить игрокам мечту полёта в космос, и, несмотря на свою незавершённость, программа предоставляла многие часы увлекательной игры с получением знаний об орбитальной механике, астрофизике, космических полётов и всего, что связано с ними. Игровой вызов рассматривался обозревателями не как изучение игрового искусственного интеллекта, а как способность решить задачу выведения ракеты в космос. Обозреватели обратили внимание на то, что в Kerbal Space Program реализован один из самых масштабных миров для исследования. По мере развития игры выходили новые обзоры, в которых игровой прессой отмечались игровые нововведения, добавление контента, улучшения интерфейса, появление новых небесных тел и др.

### После выпуска
В журнале «Игромания» Kerbal Space Program охарактеризована как «единственная в своем роде вещь». Согласно обзору, игра несёт в себе Идею и представляет собой не детальный симулятор, а «настоящий гимн космонавтике». Вместе с тем рецензент отметил большу́ю роль сообщества в создании игры. Согласно публикации IGN, Kerbal Space Program реализует невероятное: делает изучение сложных вещей весёлым занятием. Её милые и бестолковые персонажи с их чувством юмора превращают хардкорный симулятор физики во что-то играбельное и затягивающее. Согласно мнению журналиста, задачи проектирования и полёта могут довести игрока до отчаяния, но итоговый успех является для игрока полезным и вдохновляющим. Рецензент GameSpot отметил бесконечность получаемого игрового опыта и постоянное решение в игре новых и появляющихся задач, когда игрок устанавливает рекорд скорости, далее достигает верхних слоёв атмосферы, выводит на орбиту спутник, ставит задачу облёта Муны и так далее.
Критик PC Gamer сообщил, что рекомендовать Kerbal Space Program оказалось легко, так как она развивалась постепенно, была интересна с момента публикации в раннем доступе и до первого официального выпуска. Автор обзора сложность и вызов игры описал следующим образом:
Несомненно то, что бы вы не делали в игре, в KSP будет сложно. Игра требовательна к вам с самого начала и даёт небольшую поддержку для того, чтобы вы могли пройти по порой сложным концептам. Но вызов игры очень своеобразен. Здесь нет бредовой сложности — отдельных случаев или особенных игровых правил. Так как игра основана на реальном мире и научных принципах, то игровой вызов это просто некоторая планка, которую вы должны преодолеть. Она не злонамеренна, злопамятна или высокомерна. Она просто есть. Если спроектируете тяжёлую ракету, у которой топливных баков будет больше, чем стабильности, то она упадёт и взорвётся. Но вам не нужно осуждать себя за эту ошибку, а нужно понять, почему так произошло. Игра говорит, что это просто физика. А вы чего ожидали? Логика вас приземляет и делает мир реальным, она последовательна и всегда честна.
Оригинальный текст (англ.)Make no mistake, whatever you choose to do, KSP is a difficult game. It’s demanding from the very start, and does little to handhold you through what are, at times, some complex concepts. It’s challenge is very particular, though. There’s no bullshit to the difficulty—no special cases or rule bending set pieces. Through its basis in real world scientific principles, KSP’s challenge is merely a bar it expects you to match. It’s not arrogant, vindictive or malicious. It just is. Design a top-heavy rocket with more fuel tanks than stability, and it will fall over and explode. You’re not judged for this failure, you’re just left to discover it. This is physics, the game is saying. What did you expect? Its logic is grounded and real, and thus consistent and always fair.
Сравнивая Minecraft и Kerbal Space Program, рецензент PC Gamer обратил внимание на то, что первая игра скрывает возможности крафтинга под слоями «бессмысленного дизайна», в то время как во второй даже не обязательно обладать большими научными знаниями, чтобы интуитивно понять, почему что-то пошло не так. Дополнительно автор статьи сообщил, что прогресс в игре и сложность естественно появляются в результате борьбы гравитации и тяги двигателей, аэродинамики и сопротивления воздуха. В прессе игру описывали как «Minecraft в космосе», подразумевая, что Kerbal Space Program имеет тот же уровень творчества и возможностей.
По описанию журналиста Eurogamer, графика Kerbal Space Program не ослепляет игрока своим видом и больше является функциональной, чем красивой. В то же время было отмечено, что милые кербалы добавляют достаточно индивидуальности для графической компенсации. Согласно данной рецензии, Kerbal Space Program относится к тому типу игр, в которые можно играть более сотни часов и при этом не уставать и не исчерпывать её потенциал.
В одной из публикаций Gamasutra игровая физика Kerbal Space Program была зачислена в семёрку самых лучших. Согласно разбору в публикации, обычно игровая механика вовлекает в физику игры, и это знание позволяет игроку получать некоторое преимущество. Но в Kerbal Space Program физика игры одна из редких в том смысле, что она является оппонентом к игроку, стратегии которого строятся на постоянной борьбе с силой тяжести.
Публикации об игре выходили и в не игровой прессе, например, в изданиях The Guardian и The Washington Post. В публикации IEEE Spectrum Kerbal Space Program была причислена к четвёрке игр для космонавтов с точки зрения инженерного концепта и сеттинга.

### Портированные версии
Сравнивая версии игры на разных платформах, обозреватель GameSpot обратил внимание на то, что Kerbal Space Program использует один и тот же интерфейс на PC и Xbox One. По мнению критика, такой единый подход приводит к сложностям в управлении. При рецензировании версии для PlayStation 4, журналист IGN посчитал, что игра полностью идентична версии на PC, но при этом кардинально отличается в управлении, так как для консоли оно более сложное в усвоении, но после позволяет интуитивно и быстро взаимодействовать с игрой. Дополнительно критик заметил, что на консоли существенно снижается кадровая частота при использовании более сложных ракет. Со сложностями в управлении на консоли согласился автор обзора Stratege.ru, который при этом охарактеризовал игру как превосходную стратегию, которая уникальна, не имеет аналогов и позволяет игрокам стать единоличными владельцами собственных Роскосмоса и НАСА. В публикации CGMagazine её автор похвалил Kerbal Space Program, но портированную версию назвал «ленивым пропихиванием» на платформу PlayStation 4: по его мнению, в игру нужно играть на PC с клавиатурой и мышью, более высоким разрешением и лучшим игровым обзором. И далее журналист подытожил, что игроки консоли заслуживают большего.
Одну из самых низких оценок игре для Xbox One поставил критик ZTGD, мотивировав её сложностью изучения игры, даже с наличием руководства. Помимо этого, журналист обратил внимание на мелкий шрифт текстовых сообщений, сложность в управлении, уменьшение кадровой частоты. В обзоре журнала Metro версии для Xbox One согласились с тем, что изначально спроектированная игра для клавиатуры и мыши плохо портирована на интерфейс приставки, что стало причиной сложностей в управлении. Сравнивая с версией для PC, вышедшей ранее, автор публикации заметил улучшение руководства для освоения игры, а также то, что сложные теоретические основы физики выглядят на удивление простыми и очевидными. Относительно игрового процесса среди игр Xbox One критик сообщил, что для Kerbal Space Program самым близким сравнением является Banjo-Kazooie: Nuts & Bolts.

### Награды
Игра получила приз зрительских симпатий (англ. Audience Award Winner) на 14-м Game Developers Choice Awards среди игр 2013 года. В этом же 2014 году Kerbal Space Program удостоилась награды Vision of the Future (с англ. — «Видение будущего») от Space Frontier Foundation за просвещение в области космонавтики, а также за демонстрацию возможностей индустрии NewSpace.
В мае 2015 года PC Gamer поставил Kerbal Space Program 96 баллов из 100, что является самой высокой оценкой издания в 2015 году. Вместе с тем игра получила награду лучшей игры-симулятора 2015 года по версии PC Gamer.
5 декабря 2015 года издание NBC News инициировало конкурс Science Geek Gift of the Year, в котором Kerbal Space Program заняла первое место. В рейтинге игр 2015 года GameSpot поставил игру на 10-е место. В сентябре 2015 года в журнале Edge был опубликован рейтинг величайших игр всех времён, в котором Kerbal Space Program заняла 30-е место.
В 2015 году на конкурсе Unity Awards игра выиграла две номинации: «лучшая игровая механика» и «выбор сообщества». В этом же году Kerbal Space Program удостоилась награды лучшей инди-игры по версии Golden Joystick Awards.
В 2016 году Kerbal Space Program стала финалистом Академии интерактивных искусств и наук в номинациях «D.I.C.E. Sprite Award» и «Стратегия/симуляция года» (англ. Strategy/Simulation Game of the Year).

## Влияние
Kerbal Space Program оказывает существенное влияние на общественное сознание и выбор молодых людей нового поколения. Это выражается как в образовательных программах, так и в инженерной, научной и космической областях. По образовательному направлению идёт сотрудничество с НАСА. Сам Фелипе Фаланге описывает ситуацию следующим образом:
— Мы знаем много людей, которые говорят о том, что Kerbal Space Program вдохновила их на то, чтобы изменить свой профессиональный выбор на аэрокосмонавтику или что-то близкое. И когда с этим сталкиваешься чаще, чем один раз, это невероятно. И я думаю, что для нас это как жизнь в небольшой версии НАСА, и в конечном итоге это даёт эффект масштаба человечества.
Оригинальный текст (англ.)„We have people saying that KSP inspired them to change their majors to aerospace or some other related field. It’s happened more than once, and it's just incredible. And I think that for us we're just experiencing a very small version of what NASA does on a much larger scale for humanity as a whole“.

По признанию разработчиков, при создании Kerbal Space Program они не рассматривали какого-либо влияния на образовательную сферу, по концепту они хотели в игре «всего лишь быть реалистичнее среднего». О влиянии было выяснено значительно позднее, на основании отзывов пользователей, которые сообщали о том, что благодаря игре они изучили много нового в космонавтике, например, освоив элементы орбитальной механики (способы изменения траектории, гравитационный манёвр и другие).
В публикации о Kerbal Space Program издания The Guardian приводится два примера влияния игровой индустрии на выбор в пользу аэрокосмонавтики. В первом Томас Педерсен (англ. Thomas Pedersen, один из ведущих сотрудников Copenhagen Suborbitals) называет космические симуляторы (и в частности, Elite) ключевым источником вдохновения в своей карьере. Шон Лилибридж (англ. Sean Lillibridge, специалист по проектированию тепловых систем в НАСА) говорит о том, что, помимо других игр, на его выбор карьеры повлиял Microsoft Flight Simulator, его аэродинамическая модель и возможность создания кораблей из модулей.
Согласно опросу, проведённому разработчиками Kerbal Space Program, в котором участвовало более 12 000 игроков, более 92 % из них до игры никогда не задумывались о факте существования аэрокосмической индустрии, более 97 % сказали, что игра повысила их интерес к науке и космосу, а более 95 % сообщили, что изучили что-то новое в астрофизике и ракетостроении непосредственно из Kerbal Space Program.
По состоянию на декабрь 2013 года, каждый день в Kerbal Space Program играло в среднем 43 тысячи игроков.
Сергей Галёнкин приводит Kerbal Space Program как пример того, как можно и важно поддерживать интерес к игре от анонса до выпуска. Так, по его интерпретации, авторы игры обещали игрокам интересную, но не слишком масштабную игру — физическую головоломку про строительство ракет. Но по мере развития проект обрастал интересными и желанными деталями, такими как полёт на «местную Луну», финансирование, научные исследования и другие. При этом изначальный контент был достаточен для игры, а появление новых особенностей представляло собой закономерное развитие и не вызывало чувства утаивания информации.

### Сотрудничество с НАСА
В марте 2013 года НАСА обратилась к Squad с инициативой сотрудничества, и последующая дискуссия выявила потенциал для партнёрства. Через год одним из результатов стало появление в игре миссий по доставке проб с астероида (аналог OSIRIS-REx) и по транспортировке всего астероида на Кербин, которые во многом основаны на планах НАСА по освоению астероидов. Во время сотрудничества Squad получила возможность для получения опыта учёных и инженеров НАСА, которые помогли компании создать более реалистичные ракеты и инструменты проектирования. По комментарию Фаланге, в команде Squad до этого момента не было ни одного человека с образованием в сфере аэрокосмонавтики или смежной области. В свою очередь, целью НАСА являлось просвещение о миссиях и целях агентства, а также об астероидных угрозах. Интерес к программам НАСА упал с времён космической программы «Шаттл», и организация переживала период апатии, в то время как со стороны публики росло непонимание того, зачем эта организация. Боб Якобс, заместитель помощника администратора по коммуникациям в НАСА, описал партнёрство с Squad следующим образом:
Сотрудничество по Kerbal Space Program может помочь зажечь интерес у будущих исследователей, использующих следующее поколения технологий для глубокого исследования космоса. Получаемый опыт, основанный на реалистичности инициатив НАСА по исследованиям, расширяет возможности игроков во время проведения их собственной космической программы и позволяет получить ценное понимание реальности при изучении астероидов с следующим шагом полёта к Марсу.
Оригинальный текст (англ.)The collaboration with Kerbal Space Program can help drive interest by future explorers in next-generation technology development and deep space exploration. Having an element of the experience based in the reality of NASA’s exploration initiatives empowers players to manage their own space program while getting valuable insight into the reality of studying asteroids as a next step in getting to Mars.

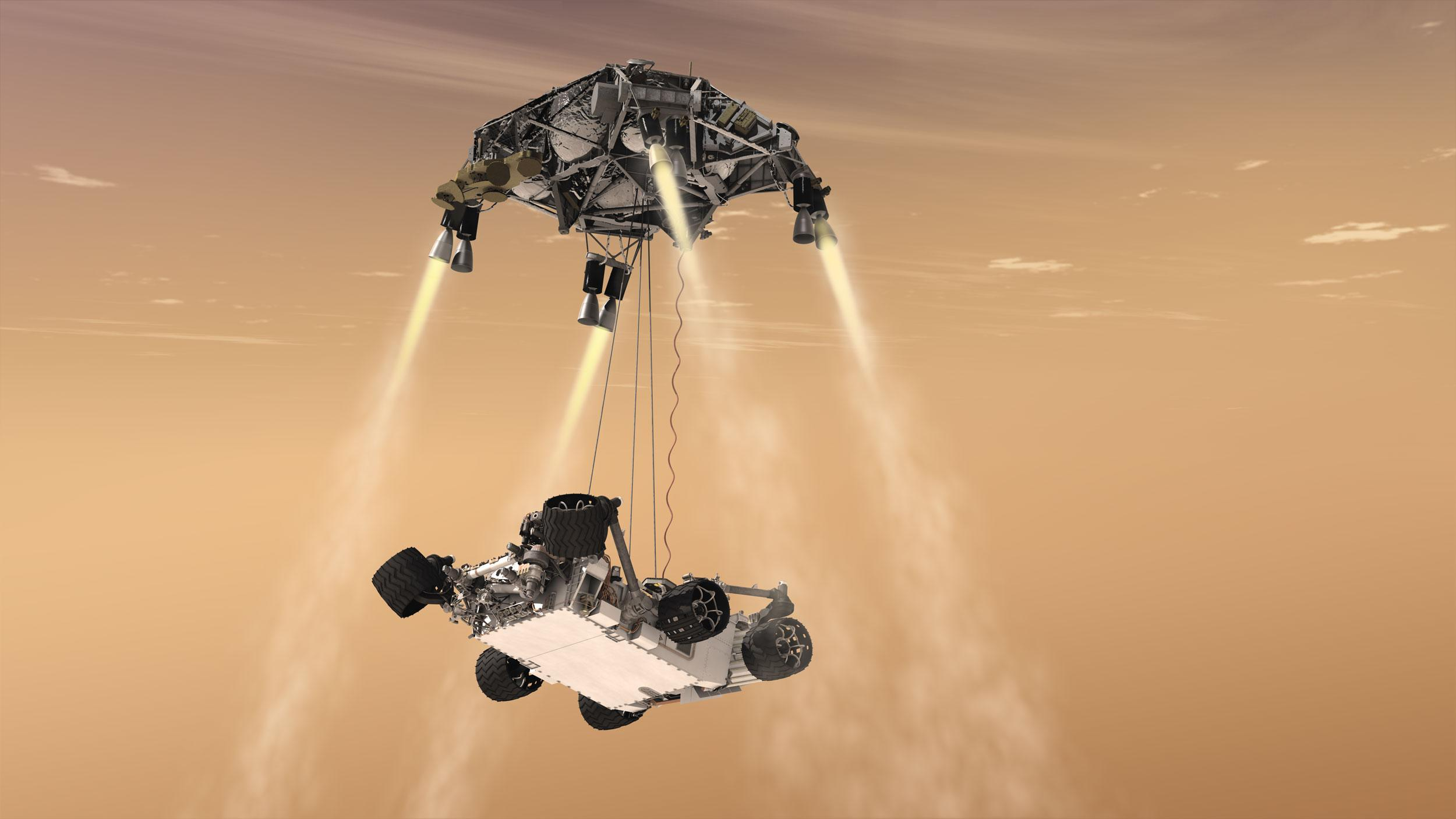
Посадка на Марс марсохода «Кьюрио́сити» методом летающей лебёдки

В интервью продюсер визуализации НАСА Дуглас Эллисон (англ. Douglas Ellison) сообщил, что половина лаборатории «Лаборатория реактивного движения» играло в Kerbal Space Program. При этом он прокомментировал, что «на самом деле мы пробовали сделать посадку на Дюне методом летающей лебёдки (на илл.), и во время этого погибло много кербалов». По сообщению издания Polygon, множество сотрудников НАСА играют в Kerbal Space Program.

### Образование
Kerbal Space Program изучается на предмет возможности применения в учебном процессе обучения техническим дисциплинам. В одном из исследований первокурсников университета Хэзлтона показано, что игра имеет потенциал для обучения, но для её использования необходима интеграция с содержимым академической дисциплины.
О планах использования игры в образовательных целях сообщалось в марте 2013 года. Squad совместно с НАСА и в сотрудничестве с TeacherGaming работают над проектом KerbalEdu, представляющим собой модификацию для Kerbal Space Program, адаптированную к задачам образования. В октябре 2013 года было сообщено, что TeacherGaming достигло формальной договорённости с Squad и, используя свой опыт работы в образовательной сфере, создаёт команду для проекта. Также было заявлено об апробации разработанной программы в ноябре в ~50 школах. Изначально используемая версия KerbalEdu имела мало отличий от оригинальной Kerbal Space Program без модификаций: так, было добавлено техническое описание, предоставлены учителям возможности включения и отключения контента для удобства занятий в классе. Помимо этого, в интерфейс были добавлены новые элементы, позволяющие глубже понимать происходящие процессы. Дополнительно была проведена маркетинговая работа, так как существующая система дистрибуции и оплаты в ряде случаев неудобна для образовательных учреждений. Сотрудничество TeacherGaming и Squad основывается на том, что первые адаптируют игру для образовательных целей и делают её удобной, и с другой стороны, Squad предоставляет техническую и консультативную поддержку. В качестве основной задачи разработчики видят не заставить учеников изучить законы Ньютона, а дать представление о базовых концептах небесной механики, и при этом сделать этот процесс интересным и познавательным.
На начало 2014 года запустить программу не удалось. Но вместе с тем, разработчики спланировали создание серии уроков с определёнными сценариями, которые позволяют сосредоточиться на некоторой тематике, а также снабдить этот процесс дополнительными материалами из традиционных учебников. KerbalEdu был выпущен TeacherGaming 19 декабря 2014 года. В последних версиях проекта присутствует возможность адаптации занятий по возрасту учащихся, к урокам прилагаются дополнительные печатные материалы. Ученики могут брать роль инженера (сборка ракеты с ограничениями по стоимости), пилота (изучение орбитальных манёвров), проектировать миссию для выполнения задачи, а также быть организатором команды.
В 2016 году было проведено исследование потенциала для образования компьютерных игр на предмете Kerbal Space Program, Civilization и Crusader Kings 2. Было показано, что для обучения важны интеграция материала для обучения и игровой механики, а также ощущение погружения и контроля. Одним из выводов исследования было то, что игроки больше обучались через тангенциальное обучение, нежели через директивное.

### Интервью
- IGG 2012, #059 Kerbal Space Program -- Interview with Anthony Keeton and Felipe Falanghe (англ.) 11.03.2013.
- Breakfast With The Developers of Kerbal Space Program - Exclusive! (англ.) 26.03.2013.
- Interview with Squad. Kerbal Space Program 0.21 Preview & Future Developments (англ.) 06.07.2013.
- Unite 2013 - Building a new universe in Kerbal Space Program (англ.) 20.09.2013.
- Kerbal Space Program - Interview With Lead Developer Felipe Falanghe (англ.) 13.10.2013.
- Talking With The Developers Of Kerbal Space Program At GDC 2014 (англ.) 24.03.2014.